# Lijst van internationale luchthavens van Kazachstan
Dit is een lijst van de internationale luchthavens van Kazachstan.
| Nr. | Plaats (BGN) | Plaats (Kaz.) | Naam (Engels)                              | ICAO | Coördinaten        |
| --- | ------------ | ------------- | ------------------------------------------ | ---- | ------------------ |
| 1   | Almaty       | Алматы        | Almaty International Airport               | UAAA | 432120N – 0770238E |
| 2   | Aqtaū        | Ақтау         | Aktau International Airport                | UATE | 435136N - 0510527E |
| 3   | Aqtöbe       | Ақтөбе        | Aktobe International Airport               | UATT | 501445N - 0571224E |
| 4   | Atyraū       | Атырау        | Atyrau International Airport               | UATG | 470719N - 0514912E |
| 5   | Kökshetaū    | Көкшетау      | Kokshetau International Airport            | UACK | 531948N - 0693548E |
| 6   | Nur-Sultan   | Астана        | Nursultan Nazarbayev International Airport | UACC | 510121N - 0712758E |
| 7   | Oral         | Орал          | Oral International Airport                 | UARR | 510903N - 0513235E |
| 8   | Öskemen      | Өскемен       | Ust-Kamenogorsk Airport                    | UASK | 500210N - 0822939E |
| 9   | Pavlodar     | Павлодар      | Pavlodar International Airport             | UASP | 521142N - 0770426E |
| 10  | Petropavl    | Петропавл     | Petropavlovsk International Airport        | UACP | 544628N – 0691106E |
| 11  | Qaraghandy   | Қарағанды     | Sary-Arka International Airport            | UAKK | 494017N - 0732011E |
| 12  | Qostanay     | Қостанай      | Kostanay International Airport             | UAUU | 531226N - 0633256E |
| 13  | Qyzylorda    | Қызылорда     | Korkyt Ata International Airport           | UAOO | 444222N - 0653530E |
| 14  | Semey        | Семей         | Semey International Airport                | UASS | 502105N - 0801404E |
| 15  | Shymkent     | Шымкент       | Shymkent International Airport             | UAII | 422154N - 0692832E |
| 16  | Taraz        | Тараз         | Aulie-ata International Airport            | UADD | 425115N - 0711810E |
| 17  | Zhezqazghan  | Жезқазған     | Zhezkazgan Air                             | UAKD | 474232N - 0674421E |

De vijf nationale luchthavens zijn gelegen in: Balqash (UAAH), Boralday/Almaty - Боралдай (UAAR), Taldyqorghan (UAAT), Ürzhar - Үржар (UASU) en Zaysan (UASZ).